# Moḩammadābād-e Balūch
Moḩammadābād-e Balūch (persiska: محمد آباد بلوچ) är en ort i Iran.   Den ligger i provinsen Khorasan, i den nordöstra delen av landet, 700 km öster om huvudstaden Teheran. Moḩammadābād-e Balūch ligger 1 146 meter över havet och antalet invånare är 123.
Terrängen runt Moḩammadābād-e Balūch är huvudsakligen platt, men åt nordost är den kuperad. Runt Moḩammadābād-e Balūch är det ganska tätbefolkat, med 185 invånare per kvadratkilometer. Närmaste större samhälle är Chenārān, 4,8 km väster om Moḩammadābād-e Balūch. Trakten runt Moḩammadābād-e Balūch består till största delen av jordbruksmark.